# قصر المصمك
قصر المصمك، حصن مبني من اللبن (الطوب الطيني) يقع في وسط العاصمة السعودية الرياض، والاسم الحقيقي للقصر هو قصر المسمك لسمك أدواره وجدرانه الجانبية، وسمّي بقصر المصمك بعدما حرف العامة حرف «السين» إلى حرف «الصاد»؛ فسمي المصمك.

## تاريخ
يعود تاريخ بناء المصمك إلى عهد الإمام  عبدالله بن فيصل  ، إمام  الدولة السعودية الثانية  والذي بدأ بناءه في عام  1282 هـ  ، داخل قصر كبير في قلب الرياض و كان هذا الحصن جزءاً من هذا القصر، وقد هدم جزء كبير من القصر عام 1895 بأمر عبد الرحمن بن ضبعان عند تولية إمارة الرياض في عهد محمد بن عبد الله بن علي الرشيد.
يقع المصمك في الركن الشمالي الشرقي للرياض القديمة قرب السور القديم، ويقع الآن في حي الديرة.
وقد كان المصمك مسرحاً لمعركة فتح الرياض التي استعاد فيها عبد العزيز آل سعود مدينة الرياض لأسرته آل سعود من آل رشيد عام 1902 م، والتي لا تزال آثار تلك المعركة الشهيرة موجودة على باب القصر والمتمثلة في سنة الرمح الذي قُتل به ابن عجلان (عامل بن رشيد على الرياض) حيث لا يزال الباب الأصلي موجوداً إلى وقتنا الحاضر.
و يعتبر قصر المصمك من مباني الرياض الأصلية القليلة الباقية إلى الوقت الحاضر، ويحوي الآن بداخله متحفاً مخصصاً لتوحيد المملكة العربية السعودية على يد عبد العزيز بن عبد الرحمن آل سعود.
والمصمك أو المسمك يعني البناء السميك المرتفع الحصين، وقد استخدم كمستودع للذخيرة والأسلحة بعد سقوط الرياض عام 1902 تحت الحكم السعودي، وبقي يستخدم لهذا الغرض إلى أن تقرر تحويله إلى معلم تراثي، يمثل مرحلة من مراحل تأسيس المملكة العربية السعودية.
ففي عام 1400 هـ أعدت أمانة مدينة الرياض دراسة خاصة لترميم المصمك، ثم تبنت فيما بعد وزارة المعارف (ممثلة في الوكالة المساعدة للآثار والمتاحف) بالتنسيق مع الهيئة العليا لتطوير مدينة الرياض برنامجًا لتحويل هذا المعلم إلى متحف، يعرض مراحل تأسيس المملكة على يد الملك عبد العزيز، حيث تم افتتاحه في أوائل عام 1416 هـ الموافق 1995م تحت رعاية الملك سلمان بن عبد العزيز، حين كان أمير منطقة الرياض آنذاك.

## استخدامات المصمك
تم بناء المصمك كمقر لحامية ألامير محمد عبد الله الرشيد عام 1312هـ تقريبًا، واستمر في أداء دوره كحصن تدار فيه شؤون الرياض إلى أن تم اقتحامه والاستيلاء عليه من قبل الملك عبدالعزيز عند دخوله الرياض، واستخدم الملك عبد العزيز القصر كمستودع للأسلحة والذخيرة مدة عامين ثم أصبح سجنًا بعد ذلك حتى تم تحويله إلى معلم أثري وتاريخي يقع في قلب مدينة الرياض.
ولاتوجد هناك روايات أو أقوال تؤكد على أن الملك عبد العزيز استخدم القصر كمقر للسكن أو مقر للحكم؛ حيث أعاد الملك بناء القصر القديم في الصفاة عام 1330هـ تقريبًا واتخذ منه مقرًا للحكم والسكن إلى أن انتقل للسكن في مجمع المربع.

## أقسام القصر

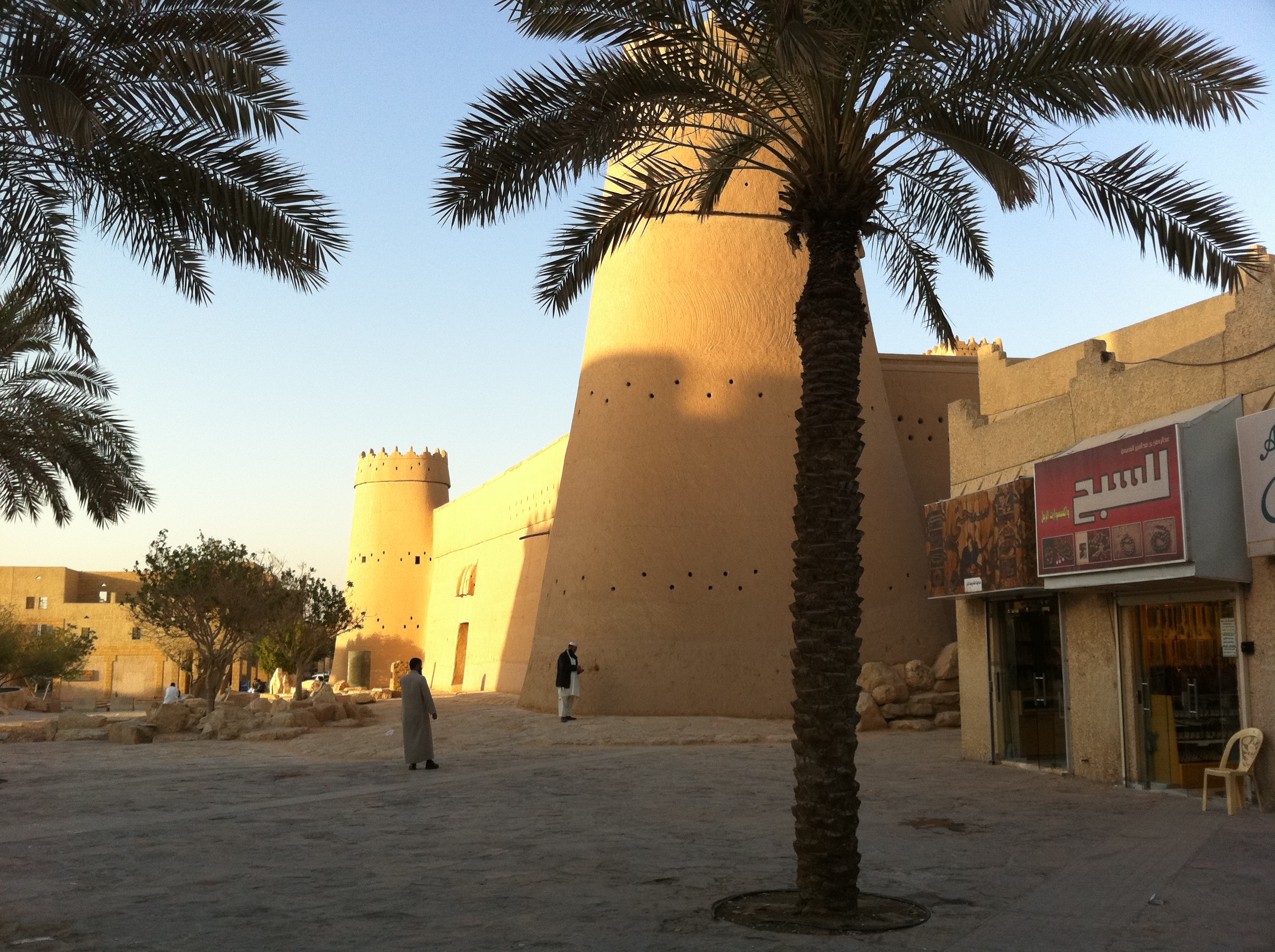
لقطة تظهر البرج الجنوبي الغربي للقصر.

يحتوي القصر على خمسة أجزاء رئيسية، وهي:

### بوابة القصر
تقع البوابة في الجهة الغربية للقصر، ويبلغ ارتفاعها 3.60م، وعرضها 2.65م، وهي مصنوعة من جذوع النخل والأثل، ويبلغ سمك الباب 10سم، ويوجد على الباب ثلاث عوارض، يبلغ سمك الواحدة منها حوالي 25سم، وفي وسط الباب، توجد فتحة تسمى الخوخة، تستخدم بوابة صغيرة، وهي ضيقة لدرجة، أنها لا تسمح إلا بمرور شخص واحد منحنيا، وقد شهد هذا الباب المعركة الضارية بين الملك عبد العزيز وخصومه، حيث يمكن مشاهدة الحربة التي انكسر رأسها في الباب.

### المسجد
يقع على يسار المدخل، وهو عبارة عن غرفة كبيرة، يوجد فيها عدة أعمدة، وفي الجدران أرفف لوضع المصاحف، ويوجد داخل المسجد محراب، وفتحات للتهوية في السقف، والجدران.

### المجلس (الديوانية)
يقع في مواجهة المدخل، وهو عبارة عن حجرة مستطيلة الشكل، وبها وجار، حسب الشكل التقليدي للوجار في منطقة نجد، ويوجد في الجهة الغربية منها فتحات للتهوية، والإنارة، كذلك في الجهة الجنوبية المطلة على الفناء الرئيس.

### البئر
يوجد في الجهة الشمالية الشرقية بئر للمياه، تسحب منه المياه عن طريق المحالة المركبة، على فوهة البئر، ويسحب الماء بواسطة الدلو.

### الأبراج
يوجد في كل ركن من أركان مبنى المصمك الأربعة برج أسطواني الشكل، يبلغ ارتفاع الواحد منها (18 مترا) تقريبا، يصعد إليه بواسطة درج، ثم بسلمين من الخشب، ويوجد في كل برج، أماكن للرمي على محيط البرج، ويبلغ سمك جدار البرج حوالي (1.25م)، وفي وسط المصمك، برج مربع الشكل، يسمى المربعة، يشرف على القصر من خلال الشرفة العليا.

## الفناء
كما يوجد فناء رئيس للقصر، تحيط به غرف ذات أعمدة متصل بعضها ببعض داخليا، ويوجد بالفناء درجات في الجهة الشرقية تؤدي إلى الدور الأول والأسطح، كما يوجد ثلاث وحدات سكنية، الأولى كانت تستخدم لإقامة الحاكم، لتكاملها وارتباطها بعضها ببعض، وسهولة اتصالها، والثانية استخدمت بيتاً للمال، والثالثة خصصت لإقامة الضيوف.

## مواد البناء
- اللبن
- الطين الممزوج بالتبن
- الحجارة
- الجص
- جذوع شجر الأثل
- سعف النخيل.[4]

## الصور

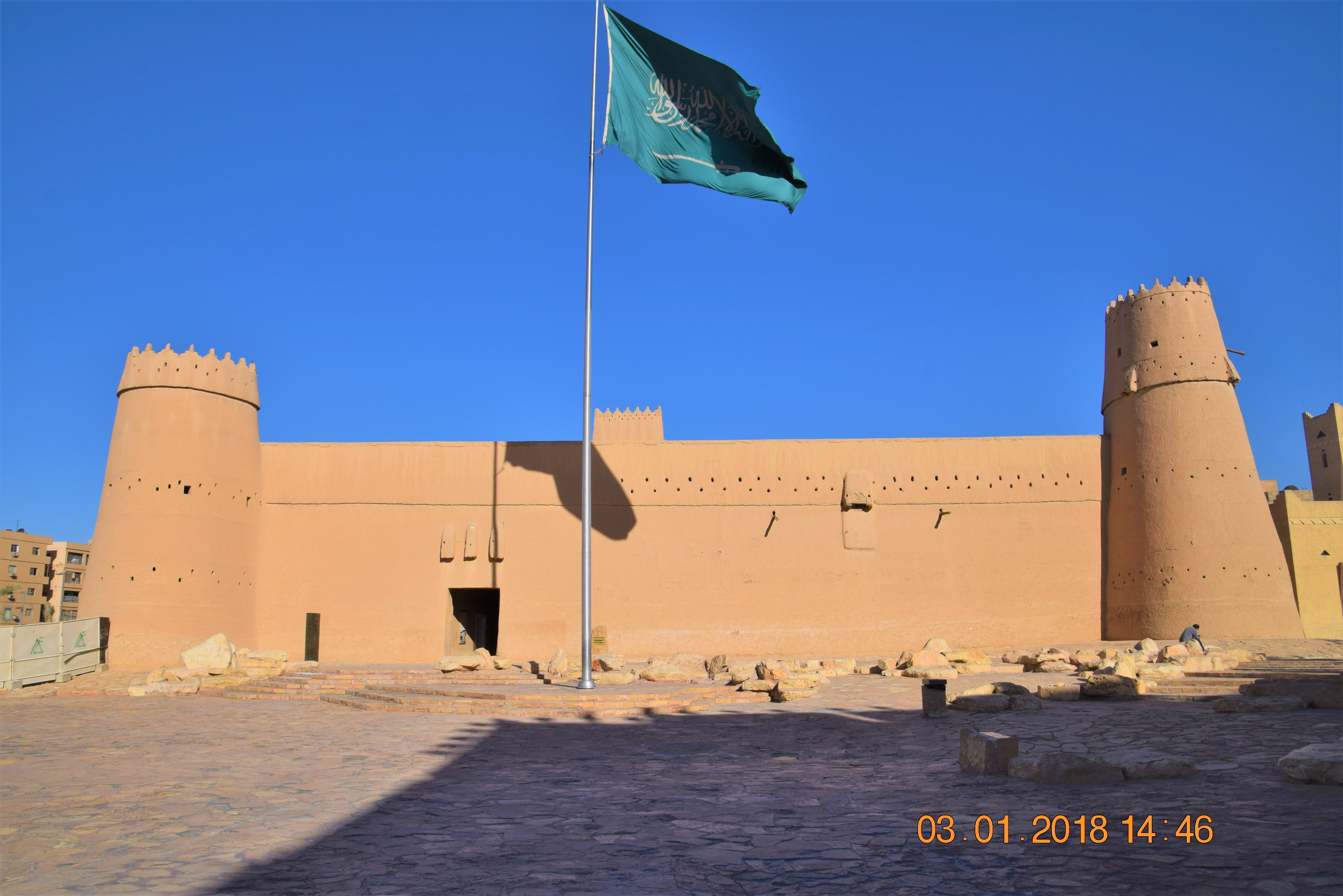
2018
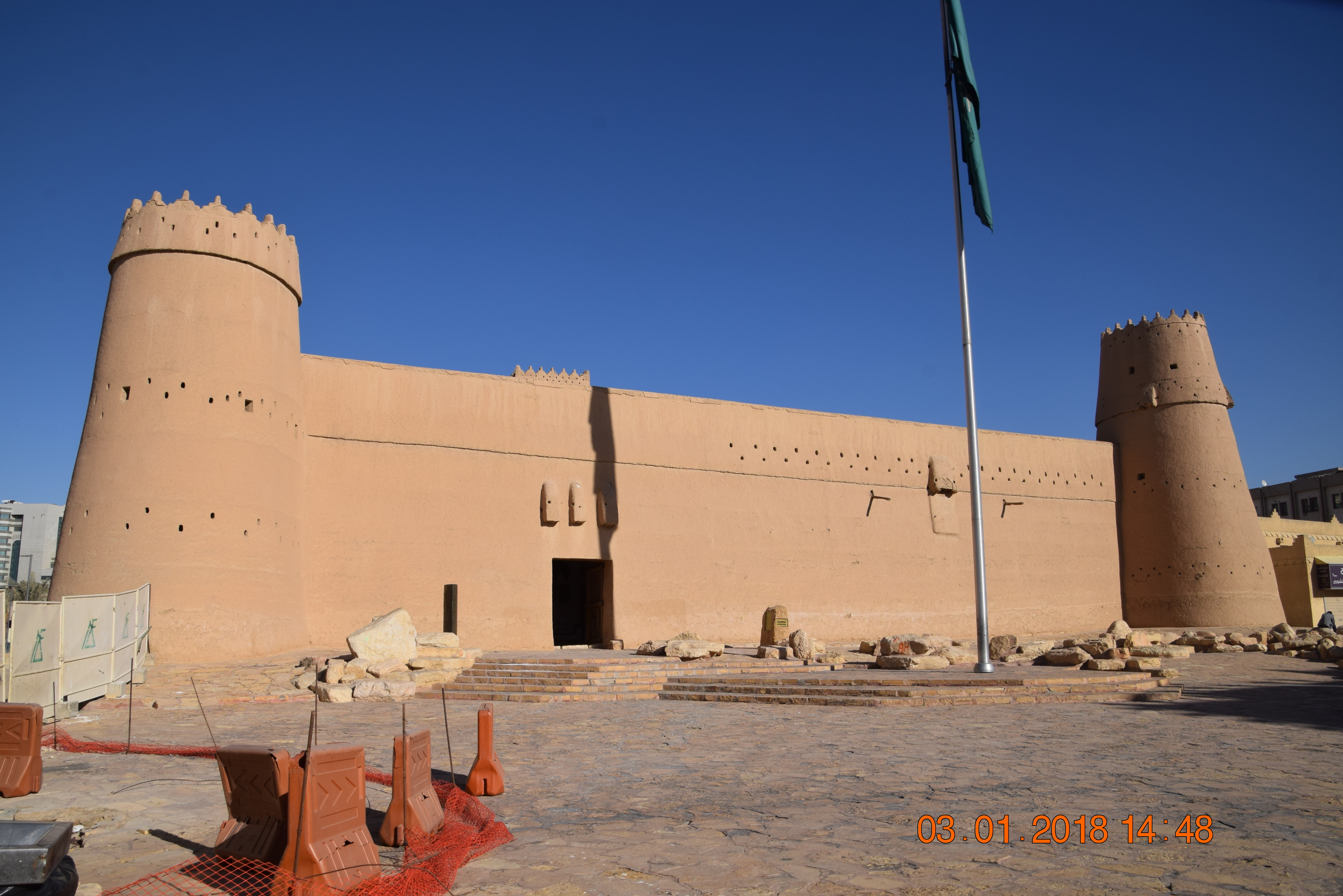
2018
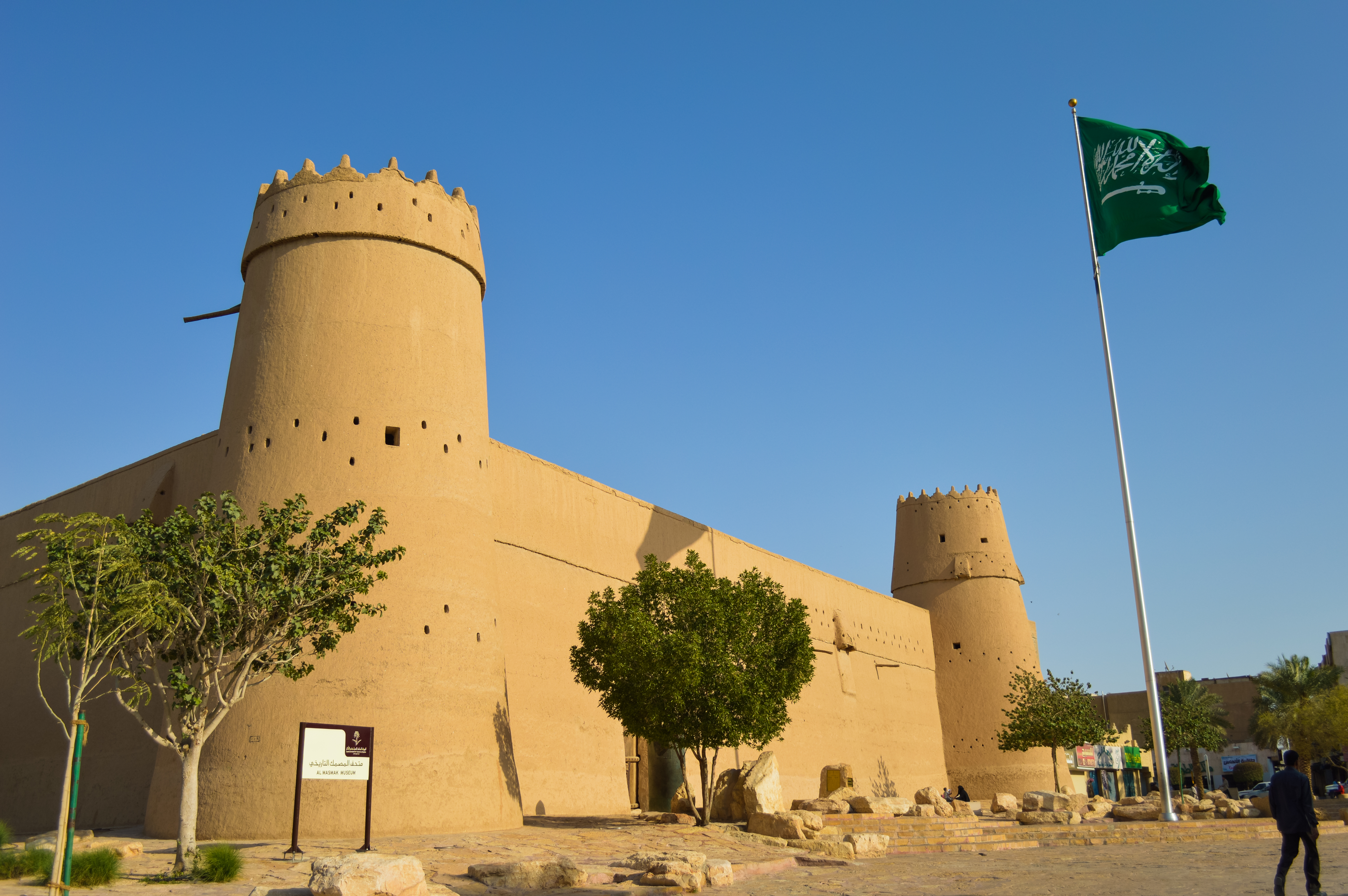
2014
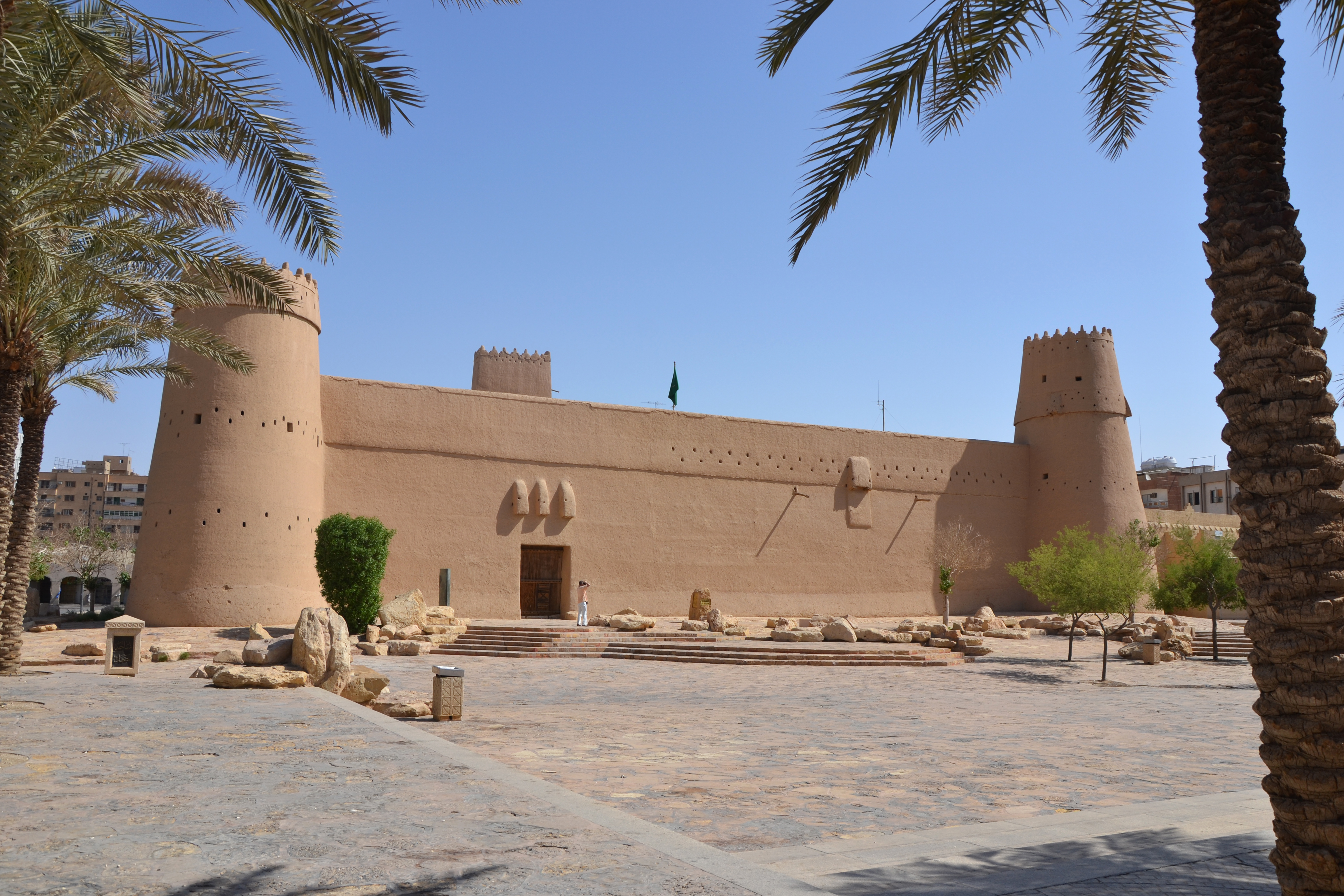
2011
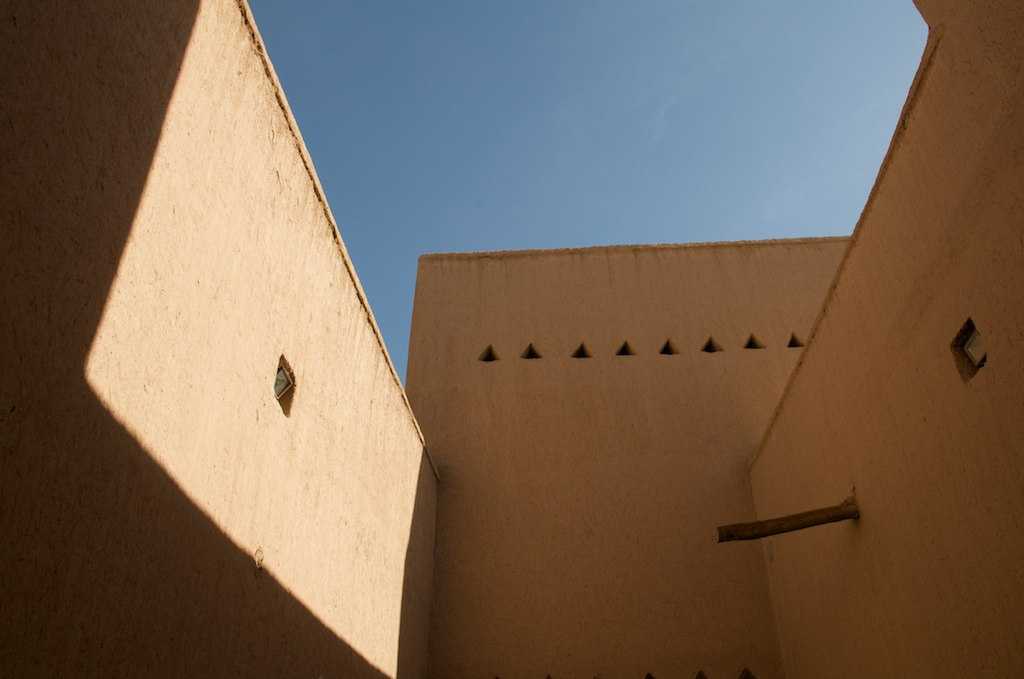
2009
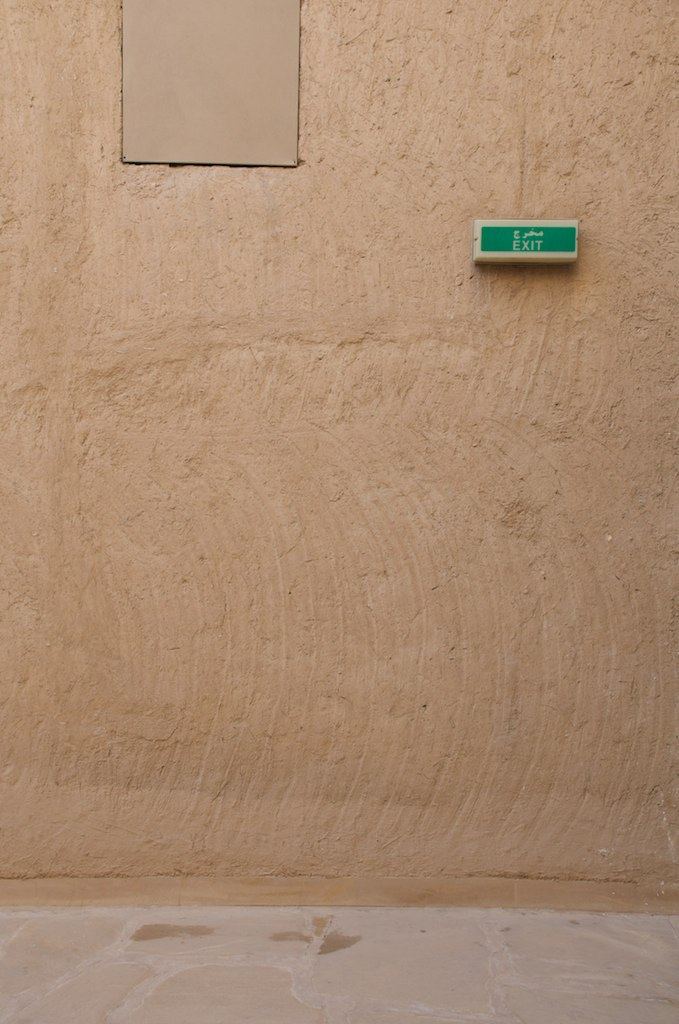
2009
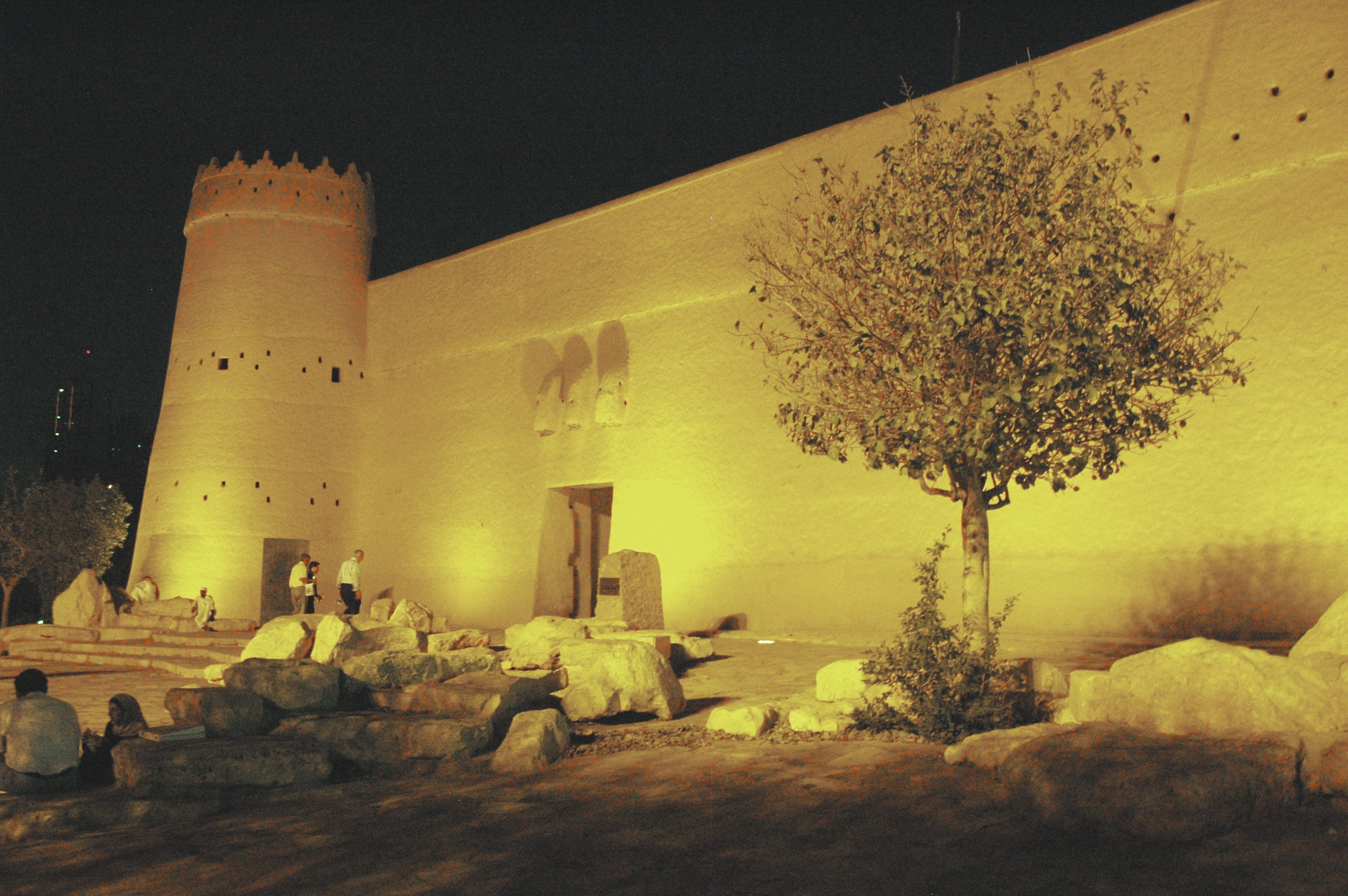
2008
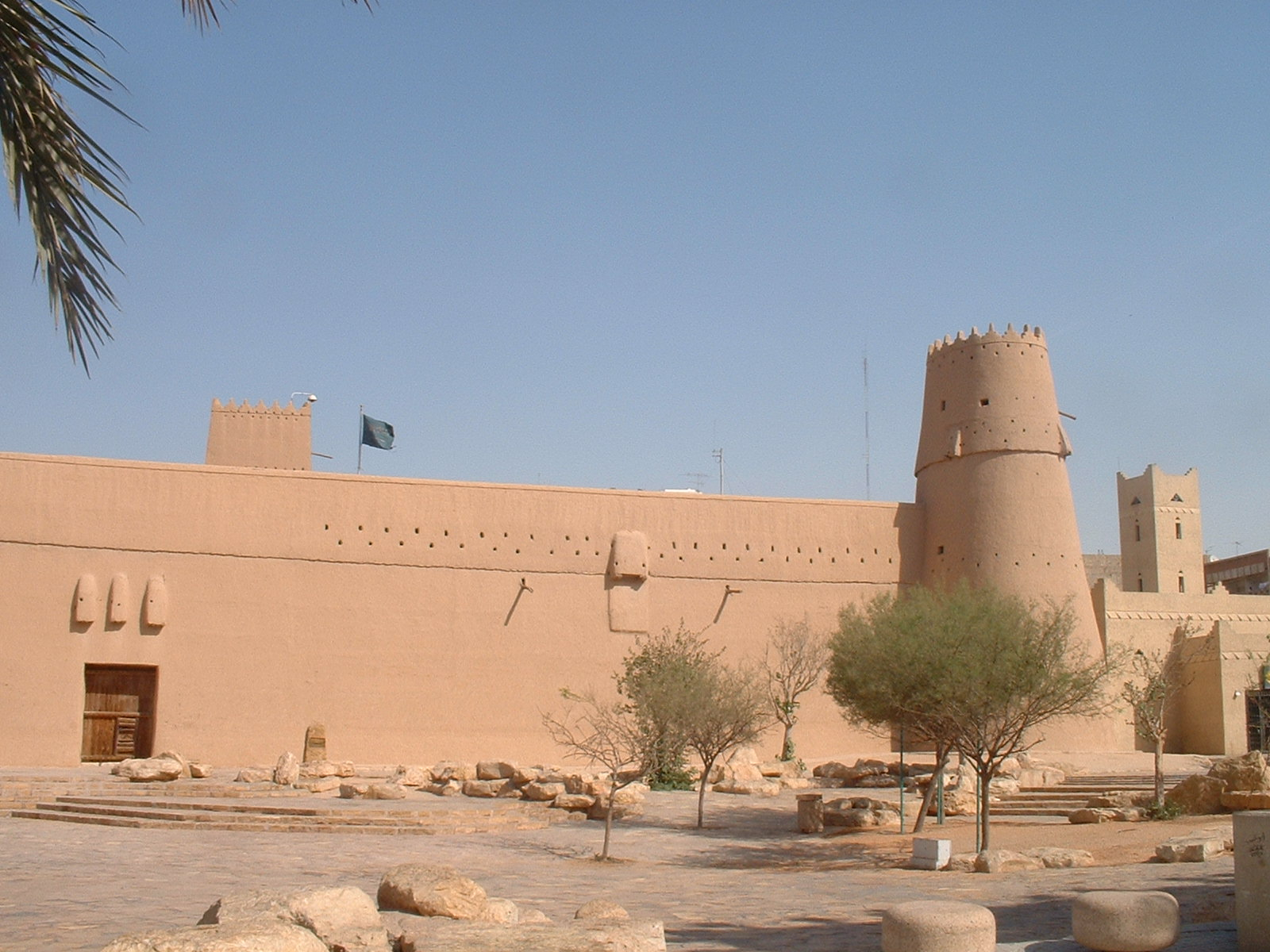
2006

## وصلات خارجية
- قصر المصمك شاهد على تاريخ الأمس ومزار الباحثين اليوم.
- قصر المصمك.. أيقونة الشموخ وحصن التاريخ والبطولة.
- المصمك».. صور تاريخية ومقتنيات أثرية تحكي نضال الأجداد.
- يوثق كفاح المؤسس في رحلة توحيد المملكة المصمـك.. قصـة وحـدة وطـن.